# Rusca Montană

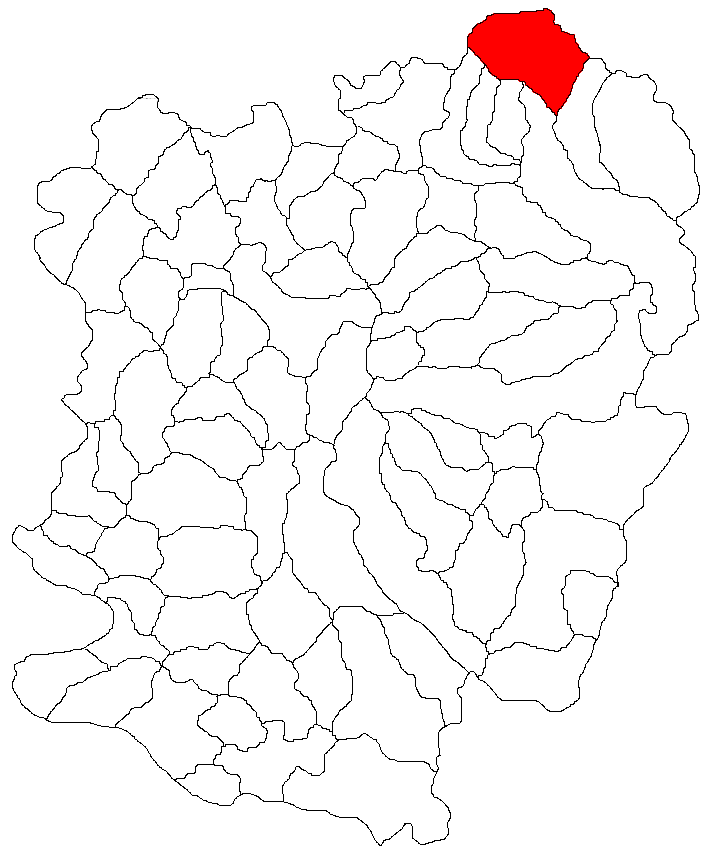
Lage der Gemeinde Rusca Montană im Kreis Caraș-Severin

Rusca Montană (deutsch Rußberg, auch Russberg oder Ruskberg, ungarisch Ruszkabánya) ist eine Gemeinde im Kreis Caraș-Severin in der Region Banat in Rumänien. Zur Gemeinde Rusca Montană gehört auch das Dorf Rușchița.

## Geographische Lage
Rusca Montană liegt im Nordosten des Kreises Caraș-Severin, am Fuße des Poiana-Ruscă-Gebirges und wird von dem Fluss Bistra durchquert. Rusca Montană befindet sich an der Landstraße DJ 684 und ist 16 Kilometer von Oțelu Roșu entfernt.

## Nachbarorte
| Nădrag     | Rușchița                                    | Toplița              |
| Știuca     | Kompassrose, die auf Nachbargemeinden zeigt | Poiana-Ruscă-Gebirge |
| Oțelu Roșu | Voislova                                    | Băuțar               |

## Geschichte

### Ortsgründung und Ansiedlung
Die Gründung des Ortes Rusca Montană geht mit der Gründung der Bergbau und Metallurgie-Gesellschaft „Ohababisztrai kohótársulat“ der Familien Hoffmann und Maderspach einher. Die beiden Familien pachteten für 100 Jahre die Wälder und Industrieanlagen von der ungarischen Königlichen Schatzkammer. Im Jahr 1762 wurde das Gebiet um Rusca Montană der habsburgischen Militärgrenze einverleibt; die Ortschaft erhielt eine Militärverwaltung. Die amtliche Ortsbezeichnung war Rußberg.
Die Bergleute, Waldarbeiter und Arbeiter der metallurgischen Öfen wurden Ende des 18. Jahrhunderts durch Zuwanderung aus der heutigen Slowakei und aus Österreich, aber auch durch Binnenwanderung aus der Gegend um Oravița, Steierdorf, Reșița und Bocșa angesiedelt. Später kamen noch Ansiedler aus dem Sudetenland und Italien hinzu. Die rumänische Bevölkerung kam teilweise aus Siebenbürgen, aus der Hatzeger Gegend, teilweise aus den umliegenden Dörfern des Banats. Die Protestanten, die in Ferdinandsberg auch heute noch eine Kirche haben, kamen aus Württemberg und Baden. Sie wurden von den Eigentümern der Hammerwerke angesiedelt. Mit der Gründung der katholischen Pfarrei 1806 ist auch die Gründung der ersten Schule zu verzeichnen.
Nach dem Österreichisch-Ungarischen Ausgleich (1867) wurde das Banat dem Königreich Ungarn innerhalb der Doppelmonarchie Österreich-Ungarn angegliedert.
Anfang des 20. Jahrhunderts wurde das Gesetz zur Magyarisierung der Ortsnamen (Ga. 4/1898) umgesetzt. Der amtliche Ortsname war Ruszkabánya. Die ungarischen Ortsbezeichnungen blieben bis zur Verwaltungsreform von 1923 im Königreich Rumänien gültig, als die rumänischen Ortsnamen eingeführt wurden.
Der Vertrag von Trianon am 4. Juni 1920 hatte die Dreiteilung des Banats zur Folge, wodurch Rusca Montană an das Königreich Rumänien fiel.

### Revolutionsjahre 1848/49
Schon im Jahre 1848 übernahmen kurzzeitig ungarische Revolutionäre die Herrschaft in der Gegend. Im April 1849 gab es Kämpfe im ganzen Bistratal. Ein Teil der ungarischen revolutionären Truppen, unter Befehl von General Józef Bem, versuchte durch das Eiserne Tor von Siebenbürgen ins Banat einzumarschieren. Es gelang ihnen die Kompanien Nr. 23 und Nr. 25 des Rumänischen-Banater Grenzregiments Nr. 13 in Richtung Caransebeș zurückzudrängen. Die rumänische Bevölkerung von Valea Mare (heute Valea Bistrei) und Marga hat den Revolutionären Widerstand geleistet. Die Aufständischen benannten Ferdinandsberg nach dem polnisch-ungarischen General Bem in Bemhegy um. In Rusca Montană wurden für die revolutionären ungarischen Truppen kleinere Kanonen und Kugeln gegossen. Am 23. August 1849, nachdem die kaiserlichen Truppen die Region wieder unter Kontrolle hatten, wurde Franziska Maderspach, Mitbegründerin der Bergbau und Metallurgie-Gesellschaft in Rusca Montană auf Befehl des Feldmarschalls Haynau mit 25 bis 25 Stockschlägen nackt, öffentlich durch Rittmeister Anton Gröber bestraft. Ihr Ehemann, Károly Maderspach, beging am selben Tag, aus Scham, Selbstmord.

## Wirtschaft
Die Gebrüder Hofmann und Károly Maderspach gründeten bereits 1787 gemeinsam die Bergbau und Metallurgie-Gesellschaft „Ohababisztrai kohótársulat“. Um 1850 wurde das ganze Areal von dem Unternehmen „Erste Banater Bergbauindustrie“ in Besitz genommen. 1894 wurden hier drei Hammerwerke betrieben. Diese produzierten Hammer, Vorschlaghammer, Picken, Hauen, Äxte, Schaufeln, die nach Rumänien, Bulgarien und Serbien exportiert wurden. Im Jahre 1894 gab es in Rusca Montană ein Post- und Telegraphenamt, eine Arztpraxis mit Apotheke, sowie eine „Rote-Kreuz-Station“.

### Tourismus
Die Gegend um Rusca Montană ist durch die Berge, die Natur, die Geschichte des Bistratals, des Marmorsteinbruchs ein wahrer touristischer Anziehungspunkt. Schon im 19. Jahrhundert und noch vor 1948 kamen oft Besucher aus Ungarn und später auch aus Temeswar nach Russberg zum Wandern in den Wäldern und in den Bergen und zur Erholung bei Familien auf dem Land. Einige von den alten Schmelzöfen, die noch im Lozna-Tal, in den Wäldern und in Rușchița zu sehen sind, können ebenfalls eine wichtige Anziehungskraft auf Touristen ausüben.
Das Touristendenkmal (welches jedes Jahr im August in einem Festakt gefeiert wird), ein Unikat in der Gegend und vielleicht sogar in ganz Europa (eine Kopie wurde nach 2005 in Poiana Mărului errichtet), wurde 1936 bei der Einfahrt in die Ortschaft Rusca Montană aufgestellt. Die Natur und die Wälder bieten reiche Möglichkeiten für Jagd, Fischfang und Wanderungen im Naturparkreservat „Pleşu“. Ein Novum ist auch das „Peter Pan“-Museum in Rusca Montană.

## Pfarreien und Kirchen

### Römisch-katholische Kirche
Die Römisch-katholische Kirche „Heiliger Bernhard von Clairveaux“ wurde 1850–1855 von der Gesellschaft „Eisen- und Gruben A.G.“ aus Kronstadt erbaut. Der Schematismus von 1847 spricht schon im selben Jahr von einer dem Heiligen Bernhardt geweihten Kirche. 
Die neue Kirche wurde 1863 durch Bischof Alexander Bonnaz konsekriert. Das Gemäuer der Kirche besteht vorwiegend aus Stein und weniger aus Ziegel. Sie ist die einzige Kirche im Bistum Timișoara und im Banat, die dem Heiligen Bernhard geweiht wurde. Bemalt wurde die Kirche im Jahre 1900 von einem Wiener Maler, dem der Rußberger Karl Tiefenbeck, bei den Arbeiten zur Seite stand. Das Gemälde des Hauptaltars stellt den Heiligen Bernhard dar und wurde 1888 von dem Maler Emil Hoffmann angefertigt. Die Nebenaltäre stellen die Himmelfahrt der Muttergottes Maria, die Heilige Barbara, Schutzpatronin der Bergleute, den Heiligen Florian, Schutzpatron des einstmaligen Russberger Hammerwerks, und den Heiligen Wendelin, Schutzpatron der Viehzüchter und der Tiere, dar.
Ein sehr interessantes Element in der Kirche ist die Treppe, die von der Sakristei zur Kanzel und zum Oratorium führt und aus in Spiralform montierten Gusseisenteilen besteht. Die Orgel wurde im Atelier von Anton Dangl in Arad 1863 gebaut. Drei Glocken sind im Turm zu finden, von denen die älteste (1825) der Muttergottes Maria geweiht ist. Die Pfarrei wurde schon 1808 auf Initiative der Königlichen Bergkammer gegründet. Seitdem und bis in die 1970er Jahre führte sie eigene Matrikelbücher. Die Königliche Bergkammer übte dementsprechend bis 1817 auch die Patronatsrechte aus. In der Zeitspanne 1817–1827 wurde Russberg der Pfarrei Caransebeș einverleibt. Ab 1827 erlangte die metallurgische Gesellschaft der Familien Hoffmann und Maderspach die Neuaktivierung der Pfarrei und übte selber die Patronatsrechte aus. Ab dem 1. Januar 1992 wurde die Pfarrei aufgelöst; nun fungiert sie als Filiale der Pfarrei Ferdinandsberg. Pfarr-Administrator Călin Ciocian (seit Sommer 2009), aus Ferdinandsberg, kommt jeden zweiten Sonntag um den Gottesdienst für die Russberger Gläubigen zu zelebrieren.

### Rumänisch-orthodoxe Kirche
Die Rumänisch-orthodoxe Pfarrkirche „Ausgießung des Heiligen Geistes“ (Pogorârea Sfântului Duh), führt eigene Matrikelbücher seit 1823. Die orthodoxe Kirche von Russberg wurde 1858 gebaut, zur selben Zeit mit der katholischen. Damals leitete Pfarrer Nicolae Velovan die Gemeinde. Die Innenmalerei datiert aus dem Jahre 1913 und wurde vom Maler Nicolae Popoviciu ausgeführt. Im Jahre 1845 zählte die orthodoxe Gemeinde 925 Seelen, 200 kirchlich verheiratete Paare und 56 Schüler. Die Kirche wurde erst im Jahre 1937 vom damaligen Karansebescher Bischof Vasile Lăzărescu feierlich konsekriert. Seit 1997 fungiert hier als Pfarrer Sorin Adrian Toma.
Man verzeichnet in Rusca Montană auch je ein baptistisches und ein pfingstlerisches Gebetshaus.

## Persönlichkeiten
- Ferdinand Hoffmann (1774–1833), Mitbegründer von Rusca Montană; Namensgeber von Ferdinandsberg
- Karl Anton Maderspach (1791–1849), Miteigentümer des Eisenbergwerks
- Franz Vuchetich (1811–1889), Pfarrer
- Josef Pančič (1814–1888), Arzt, Botaniker, Naturforscher
- Karl Hofmann (1839–1891), Geologe und Hochschullehrer
- Stefan Velovan (1852–1932), Professor und Pädagoge
- Paula Ronay (1893–1978), Schauspielerin
- Nikolaus Schwarz (1900–1975), Ehrendechant, Pfarrer